# Омський час
| USZ1 | Калінінградський час | MSK-1 (UTC+2)  | 20:25 |
| MSK  | Московський час      | MSK (UTC+3)    | 21:25 |
| SAMT | Самарський час       | MSK+1 (UTC+4)  | 22:25 |
| YEKT | Єкатеринбурзький час | MSK+2 (UTC+5)  | 23:25 |
| OMST | Омський час          | MSK+3 (UTC+7)  | 00:25 |
| KRAT | Красноярський час    | MSK+4 (UTC+7)  | 01:25 |
| IRKT | Іркутський час       | MSK+5 (UTC+8)  | 02:25 |
| YAKT | Якутський час        | MSK+6 (UTC+9)  | 03:25 |
| VLAT | Владивостоцький час  | MSK+7 (UTC+10) | 04:25 |
| MAGT | Магаданський час     | MSK+8 (UTC+11) | 05:25 |
| PETT | Камчатський час      | MSK+9 (UTC+12) | 06:25 |

Омський час (рос. Омское время, OMST) — неофіційна назва для позначення місцевого часу в часовому поясі (часовій зоні) в Росії, що на плюс три години відрізняється від московського часу (MSK+3). З 2014 року він є на 6 годин попереду від UTC (UTC+6). Сезонні зміни часу відсутні.
Це офіційний час тільки в Омській області. Омський час раніше іноді називали «Новосибірським» (24 липня 2016 Новосибірська область переведена на Красноярський час).
Час цього поясу збігається з часом в інших країнах і територіях: східна частина Казахстану, весь Киргизстан, Бутан, Банґладеш та Британська Територія в Індійському океані.

## Території
- Омська область

## Історія
У 1919 році територія РСФРР була поділена на часові пояси, які називалися порядковими номерами від 2-го до 12-го (що відповідало зміщенню на схід від UTC в годинах. Місто Омськ було віднесено до 5-го поясу (географічна довгота міста 73°23′00″ сх. д., довгота в одиницях часу +4:53:32, тобто близько центрального меридіана 5-го поясу) — UTC+5. За сучасним адміністративним поділом до цього поясу також належали Омська область, майже вся Новосибірська область, більші частини Алтайського краю, Томської та Тюменської областей (межі проходили здебільшого по меридіанах та річках).
У 1930 році введено декретний час. У 5-му поясі час тепер відповідав UTC+6.
У 30-х — 50-х роках межі часових поясів були встановлені по адміністративних межах. Відтоді у п'ятому поясі перебували лише Тюменська і Омська області повністю. Однак згодом (дата переходу невідома) Тюменська область фактично скасувала декретний час, ввівши UTC+5 (MSK+2). До 1993 року Омська область була єдиним регіоном у п'ятому часовому поясі. Літній час (UTC+7) використовувався з 1981 по 2011 рік. З 31 березня 1991 по 19 січня 1992 Омський час відповідав UTC+5 (літній — UTC+6). З 1993 року регіони Західного Сибіру переходили з красноярського в омський час. Максимальна кількість регіонів, що використовували омський час, спостерігалася з 2010 по 2014 рік: Республіка Алтай, Алтайський край, Кемеровська, Новосибірська, Омська та Томська області. Опісля почався зворотній процес — регіони поверталися до красноярського часу. Після 24 липня 2016 року Омська область знову залишилася єдиним регіоном у часовому поясі UTC+6, що в законодавстві країни має назву «п'ята часова зона» («четверта часова зона» — у 2011—2014 роках). З 31 серпня 2011 по 26 жовтня 2014 року омський час відповідав UTC+7 цілорічно (так званий постійний літній час).